# Pavel Bondarenko
Pavel Ivanovitch Bondarenko (Павел Иванович Бондаре́нко), né le 9/22 décembre 1917 à Ekaterinoslav et mort le 15 octobre 1992 à Moscou, est un sculpteur russe et soviétique, distingué comme artiste du peuple de l'URSS et lauréat du prix Staline de 1re classe en 1950.

## Biographie

### Formation
Il naît à Ekaterinoslav (aujourd'hui Dnipro en Ukraine) et entre en 1935 à l'école d'art de Dniepropetrovsk (nom de la ville à l'époque), puis déménage en 1937 à Léningrad pour suivre les cours préparatoires de l'institut de peinture, sculpture et architecture de l'académie des beaux-arts d'URSS. Ensuite, il est pris à l'institut Répine de Léningrad sans examen au département de sculpture; mais les cours s'interrompent à cause de la guerre avec la Finlande. Il y est blessé sévèrement puis retourne à Léningrad où il continue de se former auprès du professeur Viktor Sinaïski.

### Grande Guerre patriotique
En 1941, Bondarenko s'engage au front avec le grade de lieutenant, au 119e régiment de fusiliers de la 13e division de fusiliers, et en 1942 il est versé à l'arrière de l'ennemi comme chef d'état-major d'une brigade de partisans.

### Après-guerre
Bondarenko est libéré du service en décembre 1945 avec le grade de major et termine ses études supérieures d'art (enseignants: Matveï Maniser, Vsevolod Lichev, Viktor Sinaïski). L'œuvre de fin de diplôme de Bondarenko est une sculpture de Bogdan Khmelnitski. ll prend part en 1949 à la création d'un cycle de reliefs sur le thème de la révolution avec de jeunes sculpteurs, M. Babourine, L. Kerbel, G. Motovilov, A. Faïdich-Krandievski, V. Tsigal, D. Schwartz et l'architecte P. Goloubovski, sous la houlette du professeur N.V. Tomski. Le groupe reçoit pour ce projet le prix d'État d'URSS.
Il est nommé en 1970 recteur de l'institut Sourikov de Moscou et obtient le titre de professeur en 1972.
Une de ses œuvres les plus connues est le monument en hommage à Youri Gagarine, fait en titane et installé en 1980 sur la perspective Lénine de Moscou. Il vivait et travaillait à Moscou et ne voyagea que rarement, hormis avec sa famille à Taroussa, très appréciée du sculpteur dès les années 1950.
Il devient membre-correspondant en 1975 de l'académie des beaux-arts d'URSS et membre effectif en 1983. Il était aussi membre de l'Union des artistes d'URSS.

### Mort
Il meurt le 15 novembre 1992 à Moscou et est enterré au vieux cimetière de Taroussa, ville où il aimait se reposer.

## Distinctions
- Artiste du peuple de la RSFSR (1965) ;
- Artiste du peuple de l'URSS (1978) ;
- Prix Staline de 1re classe (1950) pour sa participation à la création des bas-reliefs Lénine et Staline, fondateurs et dirigeants de l'État soviétique (1949) ;
- Ordre de la révolution d'Octobre (22 août 1986) ;
- Ordre du Drapeau rouge du Travail ;
- Ordre de l'Insigne d'honneur ;
- Ordre du Drapeau rouge (1944)[3] ;
- Ordre de la Guerre patriotique de 1re classe ;
- Prix Nehru (1974) ;
- Médaille d'or de l'académie des beaux-arts d'URSS (1958) ;
- Plusieurs médailles d'URSS.

## Quelques œuvres
Les œuvres de Bondarenko sont visibles dans plusieurs villes de l'ancienne URSS et certaines sont conservées à la Galerie Tretiakov, au musée Russe et dans des musées de Russie et de l'étranger, parmi lesquelles :
- Bas-reliefs Lénine et Staline, fondateurs et dirigeants de l'État soviétique (1949, plâtre, en coll.)
- Statue de Lénine à Sébastopol (1957, bronze, granit, en coll.)
- Deux sculptures au mémorial Lénine d'Oulianovsk (1967-1970, en coll.)
- Statue d'Alexeï Koltsov à Voronej (1976, granit)
- Monument de Gagarine à Moscou (1980, acier, en coll.).

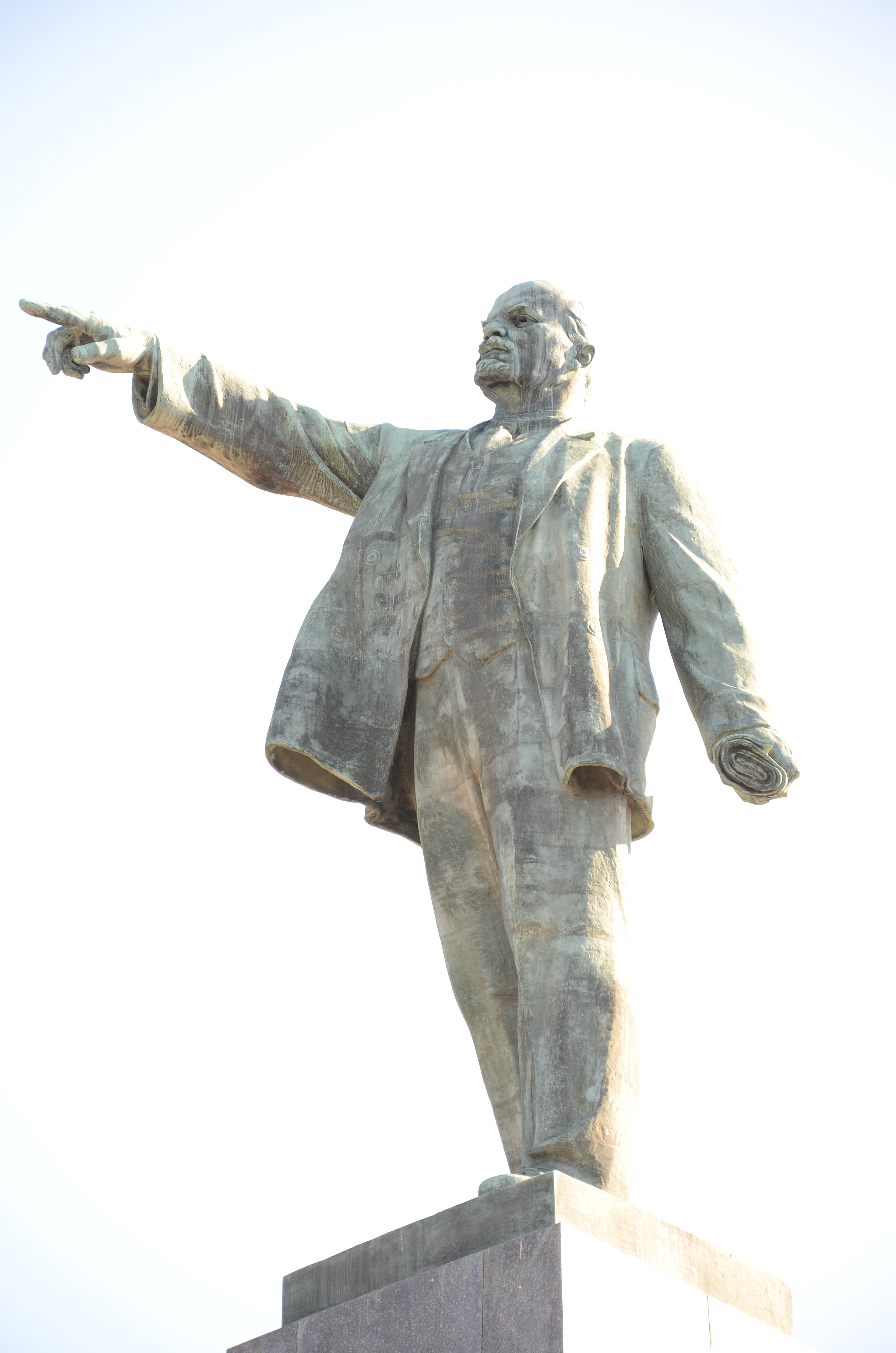
Statue de Lénine à Sébastopol.
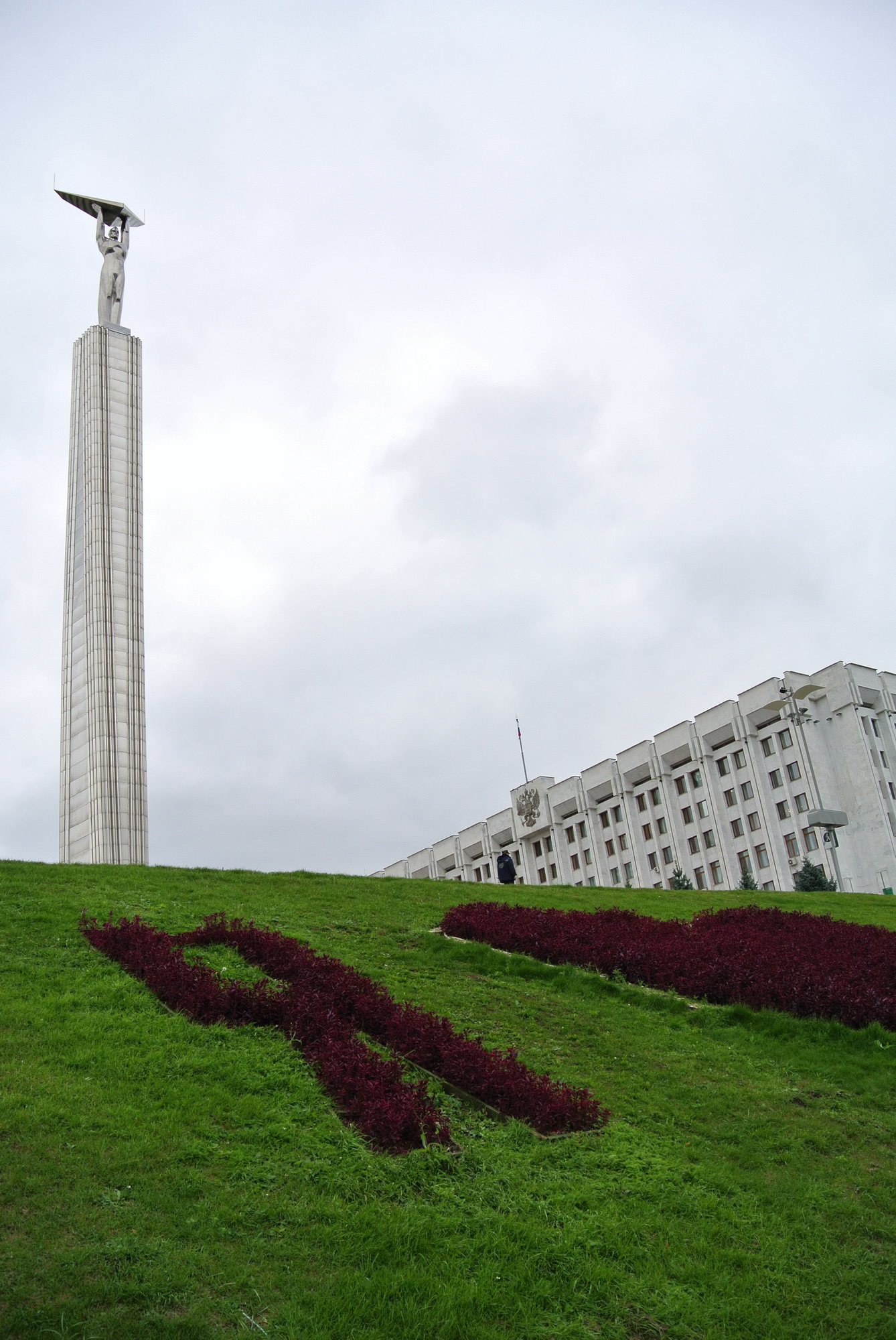
Monument de la Gloire à Samara.
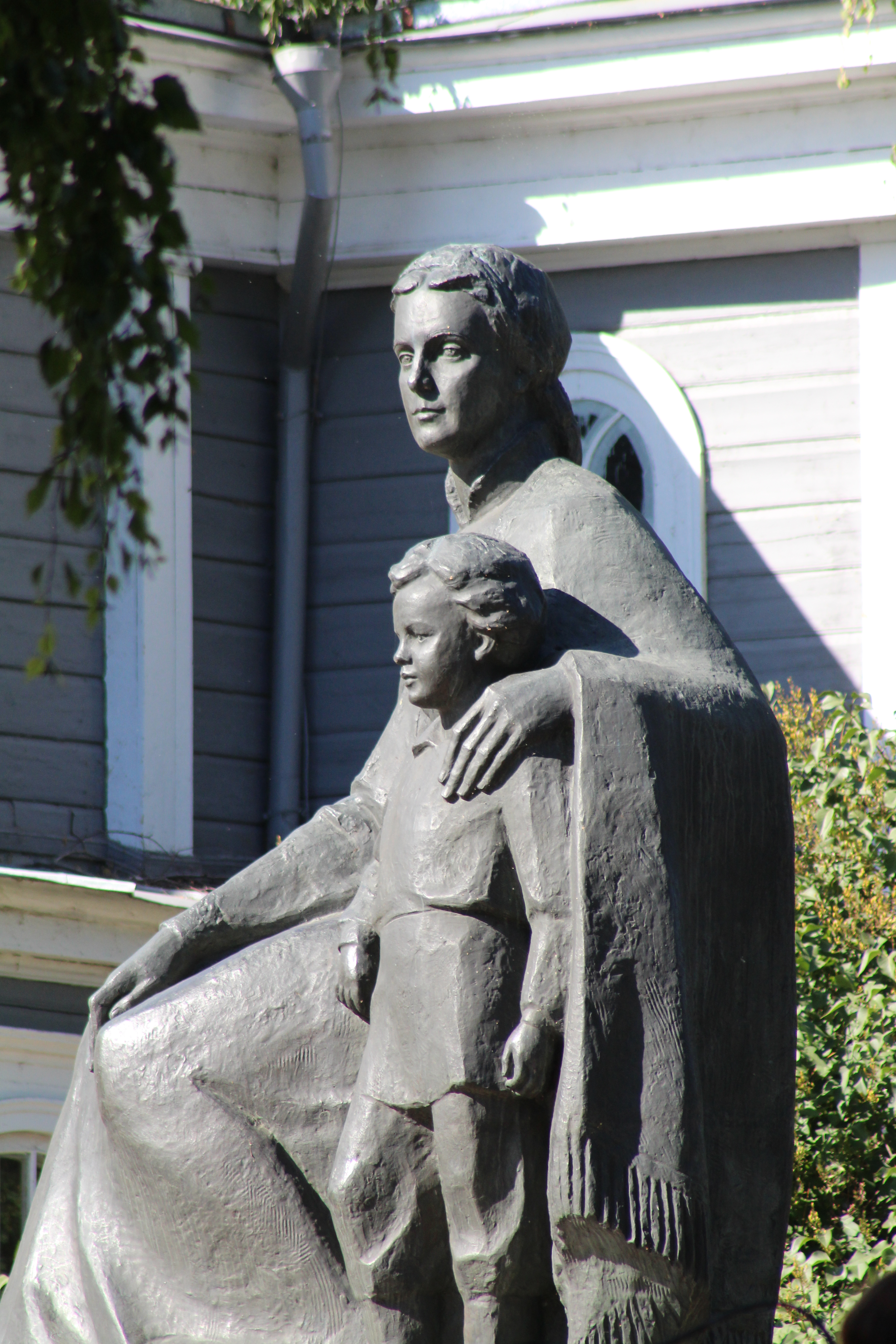
Monument de Maria Oulianova avec son fils à Oulianovsk.
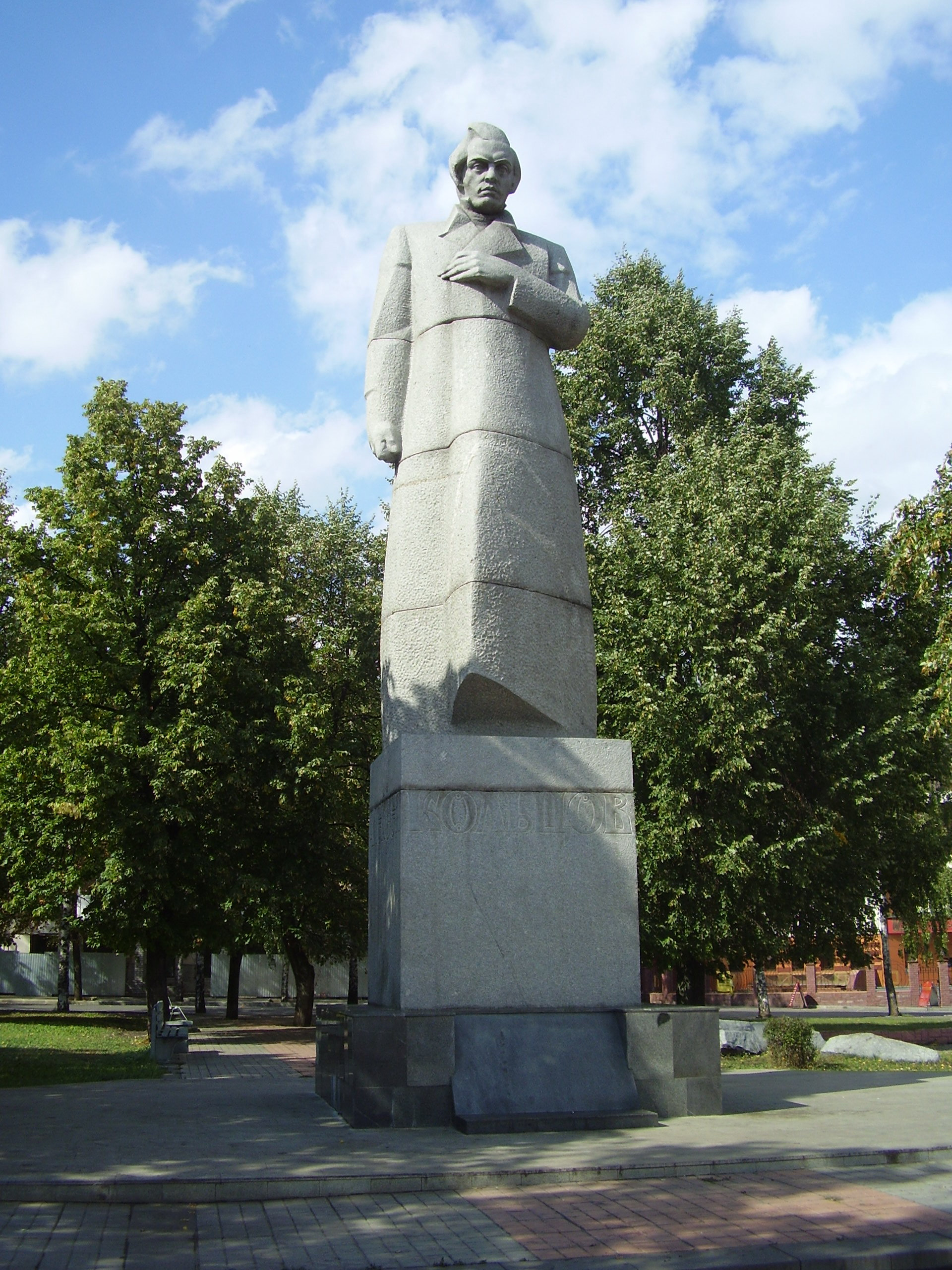
Statue d'Alexeï Koltsov à Voronej.
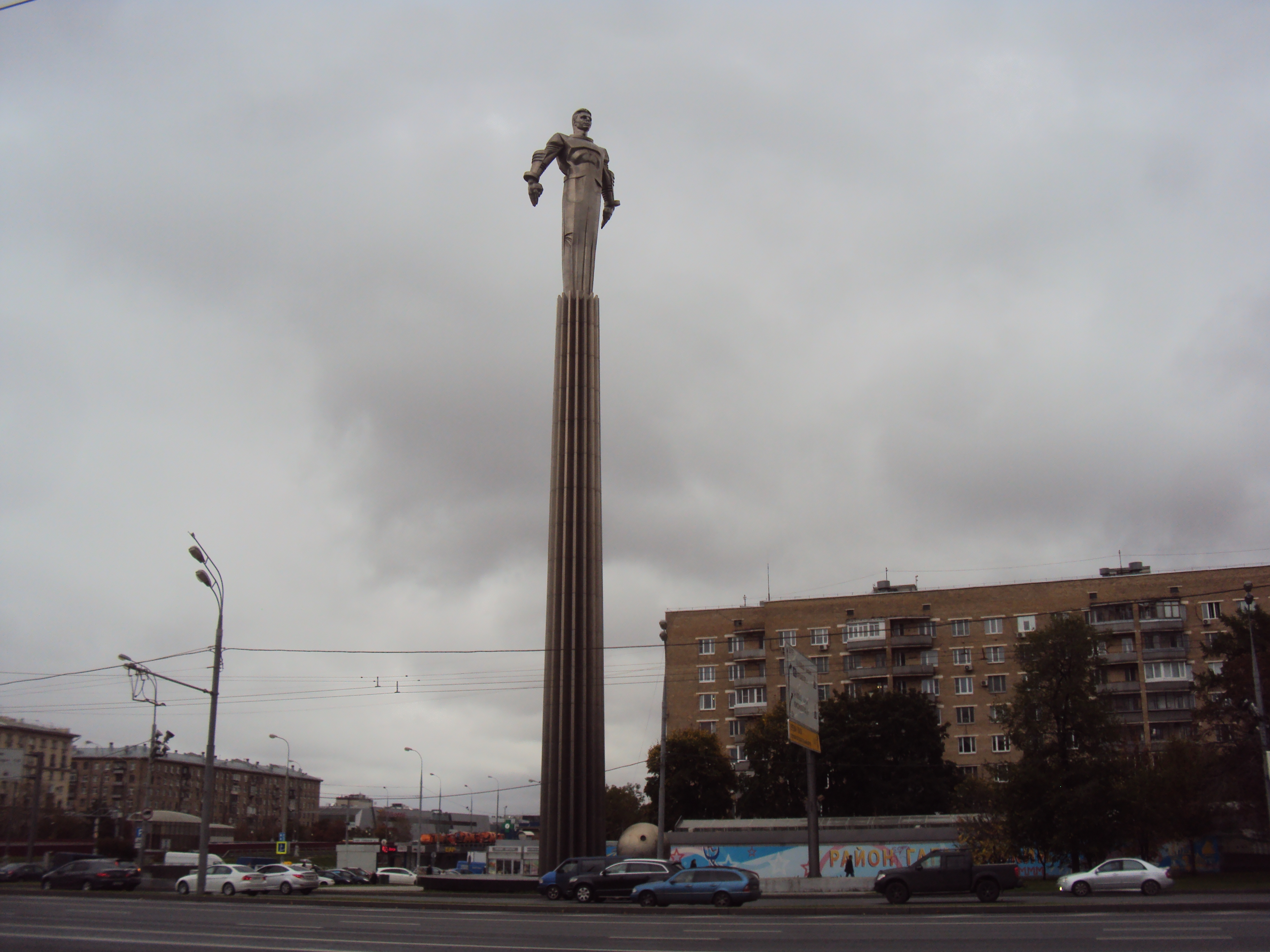
Monument de Gagarine à Moscou.
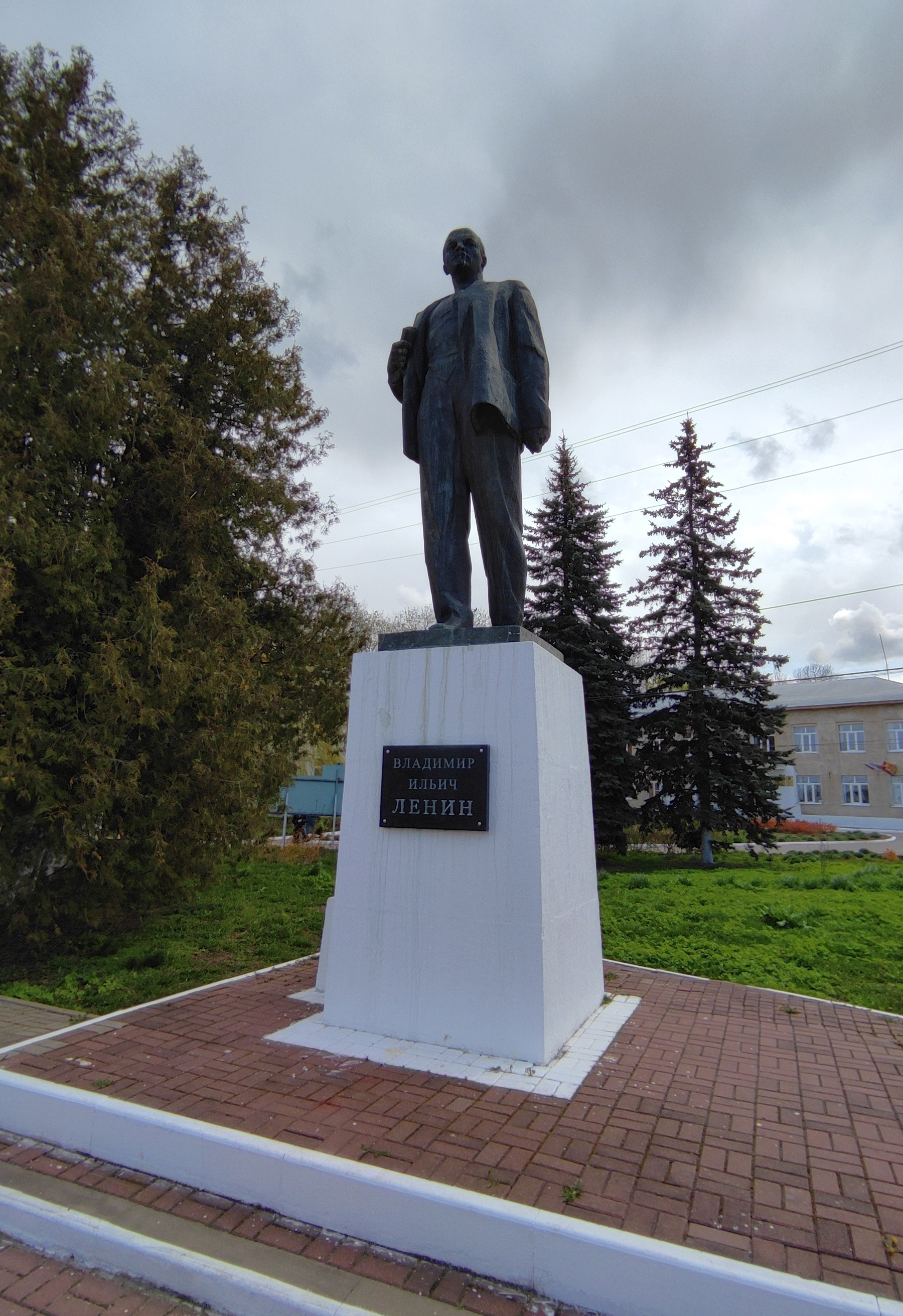
Statue de Lénine à Taroussa.